# Движение за отмену авторских прав
Движе́ние за отме́ну а́вторских прав (Антикопира́йт) — общественное движение за отмену института частной собственности на продукты интеллектуального труда. Понятие антикопирайт объединяет группу идей и идеологий, выступающих за изменение текущего законодательства об авторском праве или ведущих против него «партизанскую войну».
Сейчас во всех странах мира приняты законы по охране авторских прав и частная собственность на информацию официально нигде не отменена. Однако антикопирайт массово реализуется так называемыми «пиратами» и участниками пиринговых сетей, которые выкладывают защищённые авторским правом материалы в общественный доступ.
Идеи антикопирайта играют важную роль в идеологиях криптоанархизма, инфоанархизма, ситуационизма и других.
Классическим аргументом в защиту авторского права является мнение, что предоставление разработчикам временной монополии над своими произведениями поощряет дальнейшее развитие и творчество, давая разработчику источник дохода; обычно авторские права обеспечиваются в рамках Бернской конвенции, учреждённой Виктором Гюго и впервые принятой в 1886 году. Главный аргумент против авторских прав в том, что авторское право никогда не несло чистой выгоды для общества, а напротив служит для обогащения немногих за счёт творчества. Некоторые антиавторские группы могут поставить под вопрос логику авторского права на экономических и культурных основаниях. Кроме того, в контексте Интернета и Web 2.0, можно утверждать, что законы об авторском праве нуждаются в адаптации к современным информационным технологиям.